# Lazare Duvaux
Pour les articles homonymes, voir Duvaux.
Lazare Duvaux, né en 1703 en France et mort le 23 novembre 1758 à Paris, est un marchand mercier français.

## Biographie
Selon les statuts des marchands merciers du XVIIIe siècle, Lazare Duvaux qui est bien né français fait un apprentissage de trois ans plus une formation de trois autres années en qualité de garçon. Après cela il acquittera les droits (1000 livres environ). Le bureau de la corporation était situé rue Quincampoix et Lazare acquitte le droit de visite (12 livres) par an plus 9 livres pour la visite des poids et mesures. À côté de la Corporation, la Confrérie, fondée en l'église du Saint-Sépulcre (entre Saint-Denis et la rue Quincampoix), longtemps installée dans une chapelle dédiée à saint Voult de Lucques, son mauvais état fut à l'origine de son déplacement sous Louis XIV au maître autel. La redevance aux chanoines du Saint-Sépulcre était de 250 livres par an. Les armoiries de la corporation étaient « de trois vaisseaux équipés et les voiles enflées d'argent voguant chacun sur une mer de même, portant une bannière de France au grand mât et un chef d'azur chargé d'un soleil d'or », leur devise étant « Te toto orbe sequemur » ou « gemino gens nota sub axe ».
Accédant à l'échevinage, il porte la robe consulaire de drap noir à collet et manches pendantes, parementée et brodée de velours de même couleur. Vers 1740, il épouse  Françoise Nicole Boutron qui lui donnera un fils unique, Jean-François Duvaux.
La marquise de Pompadour apparaît à la Cour en 1743. Elle va jouer un rôle important dans le développement de la Manufacture de Vincennes et dans la carrière de Lazare Duvaux qui achètera les trois cinquièmes de la production de cette fabrique en 1757 soit un montant de 165 876 livres, lorsque celle-ci s'installe à Sèvres et deviendra plus tard la Manufacture nationale de Sèvres.
Les marchands merciers constituaient le troisième des six Corps de ville, parmi les plus puissants du fait de son vaste commerce. Ce Corps est taxé en 1745 pour un million de livres. Il était divisé en vingt classes, selon la nature de son commerce. Successeur de Thomas Joachim Hébert, paroisse de Saint-Eustache, il est dans la 13e classe, donc autorisé à vendre des estampes, des candélabres, des bras, des  girandoles de cuivre doré et de bronze, des lustres de cristal, des figures de bronze, de marbre, de bois et d'autres matières, des pendules, des horloges, des montres, des cabinets, coffres, armoires, tables, tablettes, guéridons de bois de rapport et doré, des tables de marbre et autres marchandises et curiosités propre à l'ornement des appartements. Il est installé rue de la Monnaie près de la rue Saint-Honoré à l'enseigne « Au Chagrin de Turquie ». Fournisseur de la haute bourgeoisie, il devient rapidement celui de Mme de Pompadour, puis du roi Louis XV et de la famille royale, ainsi que de la noblesse. Il va faire connaître à Mme de Pompadour l'ébéniste Jean-François Oeben, qui eut pour fournisseur Martin Carlin qui, à ses débuts, était ébéniste pour le marchand mercier Poirier, lui aussi fournisseur de Mme de Pompadour.
Entre 1748 et 1758, il réalise un chiffre d'affaires annuel équivalent à 275 millions de francs soit près de 42 millions d'euros. Son bénéfice varie entre 5 et 10 %, la Manufacture de Sèvres accorde une remise de 9 % à ceux qui vendent sa production. Parmi ses clients, outre le roi et sa famille, on compte Madame de Pompadour, le fermier général Pierre-Louis Randon de Boisset en 1757, le plus grand collectionneur du siècle des Lumières, le prince de Rohan, de la Reynière, Moras de Saint-Priez, le marquis d'Argenson, la marquise d'Ambres, la marquise du Châtelet, la duchesse de Mazarin, Monsieur de la Live, Lallemand de Betz et Randon, Augustin Blondel de Gagny, le duc de Tallard, la princesse de Trivulce, la vicomtesse de Rochechouart, ou M. Boulogne de Préninville.
Ainsi que d'autres marchands ou créateurs et actionnaires de la Manufacture de Vincennes, il va donner son nom à certaines formes de pièces produites par celle-ci. Son succès est tel qu'il n'hésite pas à faire des copies bon marché de vase bleu de Sèvres en carton. Le no 475 de son catalogue journal mentionne deux vases de carton verni, imitant l'albâtre d'Orient. Il mentionne toujours à part le prix du transport  et sépare le prix des glaces de cheminées du prix de la sculpture et de la dorure. Un objet faisant l'objet d'une commande bien particulière peut voir son prix décuplé par rapport à un objet ordinaire. Il enrichit ses objets de montures en bronze ou d'orfèvrerie et les revend aux grands personnages (Pot-pourri de la collection Wallace), accroissant la valeur des objets.
En 1752, il s'est fait une spécialité de boîtes vernies. Entre 1753 et 1756, les oiseaux à fond lapis et or sont tous achetés par Duvaux au prix de 15 livres chaque pour une première paire, vendue le 23 mai 1753, puis au prix de 24 livres chaque en 1754 et 1755. En janvier 1754, le roi décide que son service Bleu Céleste qui vient de lui être livré en décembre sera exposé chez Lazare Duvaux rue Saint-Honoré, jusqu'au mois de février. En 1755, il a un brevet d'orfèvre joaillier du roi.
Deux ans après sa mort, sa veuve fait procéder à un inventaire avec estimation des biens et usages fournis à Nicolas de Saint-Priez. Le procès-verbal est fait par Dominique Sprote, conseiller du roi, marchand mercier, bijoutier qui représente les intérêts de Moras de Saint-Priez et par François Julliot, aussi marchand mercier, bijoutier pour la veuve de Lazare Duvaux, en date du 17 septembre 1760. L'ensemble est estimé à 1059 livres et représente des ventes du 21 mai 1755 au 9 novembre 1758. Cet ensemble comprend deux grilles pour 36 livres, une grille argentée pour 18 livres, une lanterne carrée à console dorée d'or et garnie de glaces (288 livres) et le cordon de la dite lanterne (20 livres), une petite lanterne de garde robe, une grille argentée (120 livres), deux portes (2 livres), une table de nuit (84 livres), un jeu de bras à une branche (30 livres), une grille à ornements dorés (240 livres), une lanterne en cristal avec son cordon de soie bleue (22 livres), plus le raccommodage de paire de feux.

## Objets vendus par Lazare Duvaux
- 1749, vase de Saxe le 30 décembre, un vase en pot-pourri en porcelaine de Saxe peint en Watteau avec terrasse et garnitures dorées.
- 1749, coffret du Japon, 180 livres au Duc de Tallard.
- 1749, deux garde vue argentés, le 15 septembre à M. Boulogne de Préninville pour 18 livres.
- 1750, tasses et soucoupes le 14 août, peintes en Watteau, avec le plateau de Chine. Il vend également cette année-là des paillassons en natte de paille épaisse, servant à s'essuyer les pieds.
- 1750, garde vue de bronze, doré d'or moulu sur une figure de Saxe et fleurs de Vincennes, 156 livres à la vicomtesse de Rochechouart.
- 1750, pot-pourri de Saxe, le 1er septembre, peint de sujets Watteau, garni en bronze doré.
- 1750, Le Persan et la statue, œuvre de Jacques Bousseau en terre cuite, vendu à Lalive de Jully.
- 1750, cabinet en laque rouge à Madame de Pompadour à Versailles (Métropolitan Museum de New-York, États-Unis), elle fut peut être à l'origine de la commande de celui de Louis XV pour son cabinet intérieur.
- 1750, dix table à écrire avec tiroirs et cornets argentés 58 livres pièces, livrées en août et novembre à Mme de Pompadour les deux premières à Bellevue (Meudon).
- 1750, table estampillée « BVRB », livrée à Bellevue pour Mme de Pompadour.
- 1750, réparations en décembre, facture de 200 livres pour dix-sept commodes et douze tables.
- 1750, boîte de lacque, le 11 décembre avec coqs dessus et dans laquelle il y a neuf petites boîtes de lacques avec rosettes.
- 1750, nécessaire de toilette livré à Louis XV, avec les accessoires pour un petit déjeuner léger.
- 1751, six table à écrire, livrées à Mme de Pompadour au même prix que les précédentes.
- 1751, deux bureaux en laque rouge.
- 1751, deux vases de Saxe, 20 septembre, sujets peints en Watteau, montés en pot-pourri sur des terrasses dorées avec des enfants de Saxe aux côtés, au bas une guirlande de fleurs de Vincennes.
- 1751, singe en terre des Indes, pièce ancienne, sans socle facturée à Tallard 96 livres et revendu cinq ans plus tard 78 livres monté sur plateau.
- 1752, boîtes vernies à fleurs émaillées.
- 1753, six commodes en acajou pour Mme de Pompadour, réalisées par Fermet.
- 1753, Orchestre à Singes en décembre, pendule de Jean Moisy, pour Mme de Pompadour.
- 1753, service bleu céleste, première livraison au mois de décembre, exposition en janvier, février à Paris chez Lazare Duvaux.
- 1754, papier des Indes le 16 novembre, quatre panneaux à Mme de Pompadour (très beaux), 266 livres, provenant de Canton.
- 1754, store de taffetas d'Italie, peint à bouquets et guirlandes en transparents.
- 1754, trois cafetières en or pour Louis XV et une pour Madame de Pompadour.
- 1754, trente-six paires de bras de lumière, dix-huit feux, dix-huit lanternes, plus des montures de porcelaine et un rateau de bronze à manche d'ivoire.
- 1754, fontaine Pompadour à Roseaux, avec son couvercle et sa cuvette, monture en vermeil et bronze doré, 1754, 35,5 cm, pour la marquise de Pompadour[1].
- 1755, vase couvert de forme balustre en céladon, motif en reliefs époque Qianlong, avec monture en bronze doré, attribué à Jean-Claude Duplessis.
- 1755, damier Polonais le 15 juin, en cuir avec ses dames en palissandre pour Mme de Pompadour.
- 1755, deux pots à eau, garniture en argent doré fait pour Louis XV et vendu à Moras de Saint-Priez pour 48 livres.
- 1756, deux encoignures, livrées à Augustin Blondel de Gagny, 1800 livres.
- 1757, pot-Pourri aujourd'hui dans la collection Wallace, achetée 1200 livres aurait appartenu à Mme de Pompadour.
- 1757, grande Figure de Sèvres, achetée à son confrère Hébert pour 600 livres, devant être le célèbre groupe du musée du Louvre, la base, le palmier et certains décors de bronze doré sont faits sous la direction d'Hébert.
- 1758, Amours jouant avec des fleurs, des cygnes et des colombes, tableau de Joseph-Marie Vien, pour Louis XV (château de Fontainebleau).
- 1758, garde vue de porcelaine de Saxe, garni de branchages dorés d'or moulu orné de fleurs de porcelaine le 25 janvier prix, 192 livres, à la princesse de Trivulce.
- 1758, douze lots de tableaux, soit dix-sept pièces estimés à 764 livres.
- 1758, service vert pour Louis XV, destiné à Fontainebleau.
- 1758, plusieurs pendule, pour le roi dont une pour son petit-fils aîné, le duc de Bourgogne, de l'horloger Le Roy.
- 1758, plusieurs lanterne, dont une à six bras de lumière pour le château de Choisy et d'autres pour le salon Saint-Hubert à Fontainebleau et Bellevue.
- Le Jeune Tobie, huile sur toile, vendu par Edmé Calley à Duvaux, qui le revend à Laurent Grimod de La Reynière, fermier général, ou à son père également fermier général, Antoine Gaspard Grimod de La Reynière.
- Secrétaire à pente, 200 livres (musée des arts décoratifs de Paris, succession David Weill).

## Collaborateurs
- Pierre Macret, Fermet, Bernard II Van Riesen Burgh, Jean-François Oeben : ébénistes
- Jean Moisy, Le Roy : horloger ; Jean-Claude Duplessis : bronzier, orfèvre, cartonnier et dessinateur, créateur de modèles, directeur artistique de la Manufacture de Vicennes. Jean-Joseph de Saint-Germain : fondeur, ciseleur.

## Collections publiques conservant des objets vendus par Lazare Duvaux
- New York, Metropolitan Museum of Art, Cabinet en laque rouge de Madame de Pompadour
- Musée des arts décoratifs de Paris, Secrétaire à pente
- Sèvres, musée national de Céramique
- Londres,  Wallace Collection
- Château de Versailles
- Château de Fontainebleau